# Afërdita Tusha
Afërdita Tusha (* 4. September 1945 in Tirana; † 23. September 2018) war eine albanische Sportschützin. Sie war Albaniens erste weibliche Olympiateilnehmerin.
Tusha war Amateurin, die 30 Jahre lang ihren Sport ausübte. Mit 559 Punkten hält sie den nationalen Rekord. Sie arbeitete als Technikerin für Dentalgeräte.
Das erste Mal, dass Albanien eine Delegation zu Olympischen Spiele schickte, war bei den Olympischen Sommerspielen 1972 in München. Neben dem Gewichtheber Ymer Pampuri nahmen vier albanische Sportschützen teil. Afërdita Tusha war die einzige Frau in der Gruppe. Als solche kam ihr auch die Ehre zu, die albanische Fahne bei der Eröffnungszeremonie tragen. Sie trug dabei eine albanische Tracht. Tusha trat in der Disziplin Freie Pistole 50 Meter an.
Tusha hatte schon vor den Olympischen Spielen an internationalen Wettkämpfen teilgenommen. Damals gab es keine internationalen Schießwettkämpfe für Frauen. Tusha war eine von vier weiblichen Teilnehmerinnen, die von der International Shooting Sport Federation für die Olympischen Spiele in der Disziplin Schießen qualifiziert worden waren. Im Wettbewerb über Freie Pistole 50 Meter war sie die einzige Frau, die gegen 58 Männer antrat.
Ihr Geschlecht hatte schon vor den Spielen zu Diskussionen geführt: Trainer Ali Mata hatte das Talent von Tusha erkannt und sie gefördert. In der nationalen Qualifikation war sie besser als alle Männer. Trotzdem wurde ihr Name zur Überraschung aller nicht verlesen, als die Teilnehmer der olympischen Delegation bekanntgegeben wurden. Es brauchte wiederholte Interventionen von Ali Mata, von Afërdita Tusha und ihrem Mann, dass am Schluss die beste Sportlerin mitreisen durfte. Sie sprachen deshalb sogar wiederholt beim stellvertretenden Ministerpräsidenten Adil Çarçani vor, der ein Machtwort sprach. Eine weitere Aufregung war die Geburt ihrer ersten Tochter kurze Zeit vor den Spielen.
Mit 522 Punkten landete Tusha auf dem 51. Rang. Nur in der zweiten Serie überzeugte sie mit 94 Punkten, dem drittbesten Resultat aller Teilnehmer in diesem Durchgang. Sie selbst zeigte sich enttäuscht über das Ergebnis, das nicht ihren Möglichkeiten entsprochen habe. Sie sei zwar die chinesische Pistole gewohnt gewesen, aber die Verhältnisse am ersten Tag der Olympischen Spiele seien für sie ungewohnt und herausfordernd gewesen. Deutlich besser hatte ihr Landsmann Fatos Pilkati im Wettbewerb mit dem 24. Rang abgeschnitten.

“… prima al mondo senza essere campionessa mondiale”

„… Welterste ohne Weltmeisterin zu werden“

Tusha lebte in den 2010er Jahren in Mailand bei ihrer Tochter, hatte aber auch noch eine Wohnung in Tirana. Sie starb am 23. September 2018 im Alter von 73 Jahren.